# 2016年夏季奧林匹克運動會桌球比賽
2016年夏季奧林匹克運動會桌球比賽於8月6日至17日在里約中心3號館舉行。共有172位桌球運動員（男女各半）參加單打和團體兩個項目。
中國連續3屆掃下4面金牌與2面單打銀牌；奈及利亞的夸德里·阿鲁纳成為第一位打進男單八強的非洲選手。

## 獎牌榜
| 排名 | 国家／地区 | 金牌 | 银牌 | 铜牌 | 總數 |
| ---- | ---------- | ---- | ---- | ---- | ---- |
| 1    | 中国       | 4    | 2    | 0    | 6    |
| 2    | 日本       | 0    | 1    | 2    | 3    |
| 3    | 德国       | 0    | 1    | 1    | 2    |
| 4    | 朝鲜       | 0    | 0    | 1    | 1    |
| 總計 | 總計       | 4    | 4    | 4    | 12   |

## 獎牌得主
| 項目              | 金牌                                 | 银牌                                          | 铜牌                                                          |  |  |  |
| 男子單打 （詳細） | 马龙 · 中国（CHN）                   | 张继科 · 中国（CHN）                          | 水谷隼 · 日本（JPN）                                          |  |  |  |
| 男子團體 （詳細） | 中国（CHN） · 张继科 · 马龙 · 許昕   | 日本（JPN） · 丹羽孝希 · 水谷隼 · 吉村真晴    | 德国（GER） · 蒂莫·波爾 · 迪米特里·奧恰洛夫 · 巴斯蒂安·斯特格 |  |  |  |
|                   |                                      |                                               |                                                               |  |  |  |
| 女子單打 （詳細） | 丁宁 · 中国（CHN）                   | 李晓霞 · 中国（CHN）                          | 金颂伊 · 朝鲜（PRK）                                          |  |  |  |
| 女子團體 （詳細） | 中国（CHN） · 劉詩雯 · 丁宁 · 李晓霞 | 德国（GER） · 韓瑩 · 單曉娜 · 佩特丽萨·索尔亚 | 日本（JPN） · 福原愛 · 石川佳純 · 伊藤美誠                    |  |  |  |

## 外部連結
- 國際桌球總會 (ITTF)